# Mazé

Mazé este o comună în departamentul Maine-et-Loire, Franța. În 2009 avea o populație de 4,743 de locuitori.